# 何夢篆
何梦篆（1683年—？年），亦名何篆，字赓墀，一字耕迟，號退夫，清朝康、乾时期人，江南江宁府上元县（今属江苏南京市）人，祖籍四川省夔州府梁山县（即今重庆市梁平县）。

## 原籍与家世
- 先世：十世祖何翰良，先世为湖广黄州府麻城县高赶堰洗脚河人氏，明初徙居四川东道夔州府梁山县。
- 五世祖何一麟，明代末叶人，因子诰封文林郎、贵州道监察御史。
- 高祖何纶，明崇祯十年（1637年）丁丑科第三甲进士，明末时人，事弘光政权。
- 曾祖何如金，占籍金陵（即今南京市），遂为邑人。
- 祖父何云章，顺治十四年举人。
- 父名何永锡。
- 弟名何弼。
- 清代顺治十五年进士何缙（清康熙时任黔西知州），是其高祖辈族人。

## 生平
- 康熙五十九年（1720年）庚子科举人，雍正元年（1723年）癸卯恩科第三甲第八十八名进士。雍正八年（1730年）至乾隆六年（1741年），任廣東新安縣知縣。
- 乾隆元年（1736年），巡抚杨永彬荐试博学鸿词落选。加內閣中書銜还任。乾隆二十五年（1760年），与蓝应袭、程延祚共撰《上元县志》。喜著述。诗摹昌黎，文则解经者多。

## 著作
- 乾隆《上元县志》，二十七卷首一卷末一卷／（清）蓝应袭修，何梦篆、程廷祚纂·清乾隆十六年（1751年）刻本；抄本。